# Dave Matthews Band
La Dave Matthews Band, conosciuta anche con la sigla di DMB, è una jam band statunitense, formata nel 1991 a Charlottesville, Virginia da Dave Matthews (voce e chitarra acustica), Leroi Moore (sassofono), Stefan Lessard (basso), Boyd Tinsley (violino elettrico), Carter Beauford (batteria), Peter Griesar (tastiere), che ha lasciato la band nel 1993.
Tutti i membri della band incontrarono Dave a Charlottesville. Dal 1998 si esibiscono, durante i live, con il tastierista Butch Taylor, che sebbene non figuri ufficialmente come membro della band, è stato un turnista fisso sul palco della DMB.
Nel 2005 al gruppo si aggiunge il trombettista Rashawn Ross. Beauford, Tinsley e Taylor spesso contribuiscono come seconde voci.
Il 19 agosto 2008 il sassofonista LeRoi Moore è deceduto in seguito a complicazioni dovute ad un incidente con un ATV avvenuto il 30 giugno dello stesso anno.
Anche il tastierista non ufficiale della band, Butch Taylor, con una nota sul sito ufficiale della band del 27 maggio 2008, rende noto il suo abbandono del gruppo.

## Storia del gruppo

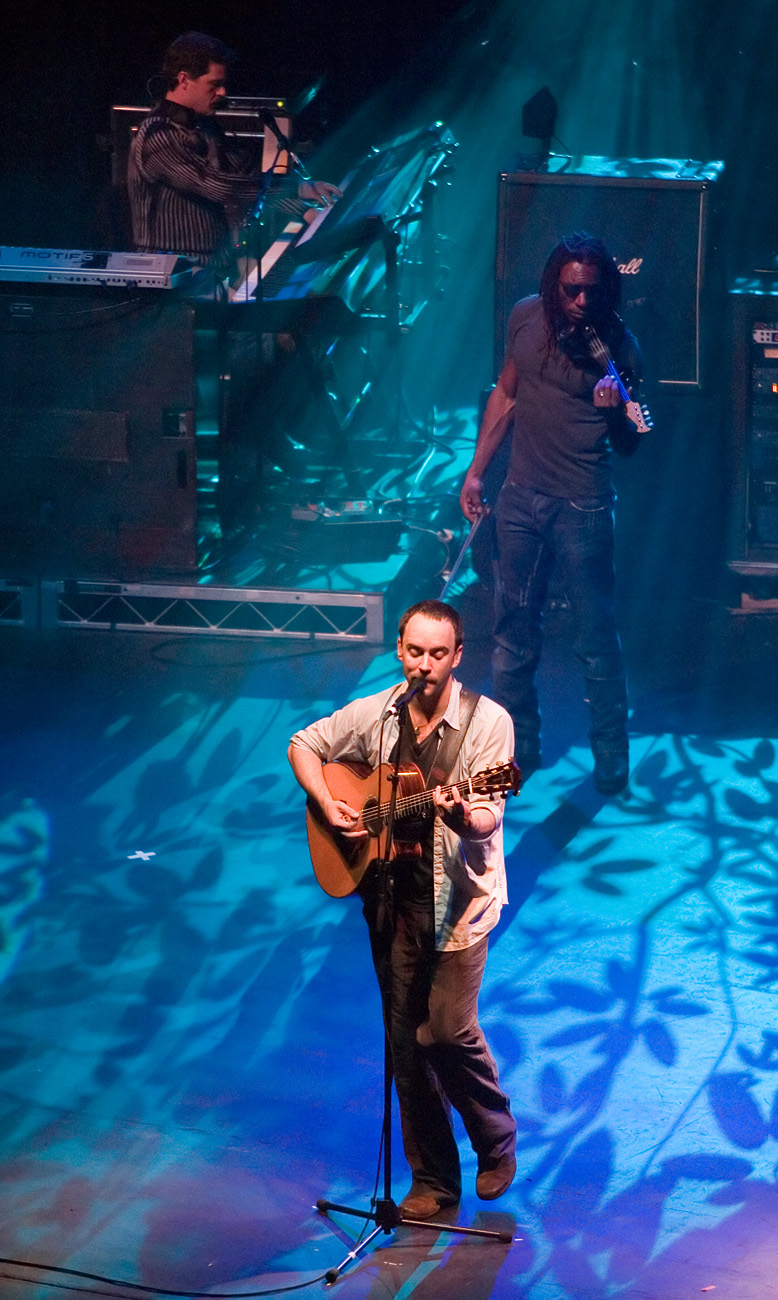
Dave Matthews, Boyd Tinsley, e Butch Taylor a Melbourne durante il primo tour in Australia

Nel novembre del 1990 David John Matthews lavorava come barista in un bar di Charlottesville chiamato "Miller's" (da Miller). Un amico avvocato di nome Ross Hoffman convinse Dave a preparare un demo delle poche canzoni che aveva scritto e a superare la paura di esibirsi di fronte a un pubblico, nella convinzione che le canzoni di Matthews avrebbero suscitato interesse in altri musicisti e che lo avrebbero portato a iniziare un lavoro di incisione in studio. Hoffman propose a Matthews di contattare Carter Beauford, un musicista della scena locale di Charlottesville.
Beauford fino ad allora era stato in alcuni gruppi ed in quel periodo suonava per uno show jazz sulla Black Entertainment Television (BET). Dopo aver sentito il demo, Carter decise di provare a suonare assieme a Matthews, sia dentro che fuori dallo studio di registrazione. Nel frattempo Dave contattò anche Leroi Moore, un altro musicista jazz che si era spesso esibito con il "John D'Earth Quintet", chiedendogli se fosse interessato ad unirsi a loro. Con la convinzione che Matthews fosse nulla più che un barista da Miller, Moore ascoltò non senza scetticismo la demo. Ad ogni modo, dopo aver apprezzato quello che aveva sentito, Moore decise che anche lui avrebbe dato una chance al giovane ragazzo sudafricano. Quindi il 1991 inizia con Matthews, Beauford e Moore al lavoro sulle canzoni di Dave. Le sessioni di prove non andavano però come sperato dato che erano solamente in tre e sapevano di aver bisogno di altri musicisti.
Il responsabile della precedente band di Moore, John D'earth, non si limitava ad esibirsi sulla scena musicale locale, era anche il direttore dell'orchestra della University of Virginia, e insegnava musica alla Tandem School. Stefan Lessard, un giovanissimo bassista all'epoca, era uno studente di John D'earth ed, inoltre, studiava anche in un'organizzazione chiamata Yabanci Jazzites. Grazie alla raccomandazione di John D'earth, al sedicenne Lessard fu chiesto di unirsi al trio nello studio per completare il demo.
Sebbene non avessero mai avuto l'intenzione di estendere quella collaborazione al di fuori di quel demo, ai quattro piacque quello che stavano facendo assieme e decisero, dunque, di continuare a suonare assieme anche dal vivo. Fu allora che decisero anche di iniziare a provare delle performance live, principalmente nella cantina di Carter e nella cantina della madre di Matthews.
Peter Griesar era un altro barista che lavorava da Miller dal 1989, e nell'agosto del 1991, durante il periodo di inventario del bar, Matthews, Beauford, Moore e Lessard usarono il bar vuoto come sala prove, Griesar sentendoli suonare decise di prendere una pausa dal lavoro, tirò fuori la sua armonica e iniziò a suonare con loro. Dopo un paio di canzoni, fu invitato a partecipare al concerto che si sarebbe tenuto di lì a poco. Accettò immediatamente, e diventò il primo tastierista della band. L'ultimo show di Griesar con la band fu il 23 marzo 1993.
Boyd Tinsley fu l'ultimo ad unirsi alla band, sebbene avesse partecipato al demo con Matthews, Moore, Beauford e Lessard, era occupato con un paio di band all'epoca (Boyd Tinsley Band e Down Boy Down) e non volle impegnarsi con un gruppo che, all'epoca, era solamente assieme in uno studio per un demo. Non diventò un membro effettivo del gruppo fino a metà del 1992.

### 1991-1993
Il primo demo realizzato in studio dalla Dave Matthews Band era composto da The Song That Jane Likes, Recently e Tripping Billies, e il gruppo era formato da Dave, Leroi, Stefan e Carter. Boyd non era ancora entrato ufficialmente a far parte del gruppo, e diede il suo contributo solo su Tripping Billies. Questo fu registrato fra febbraio e marzo del 1991, prima di qualsiasi esibizione live.
Il primo concerto ufficiale per la neo-concepita Dave matthews Band si tenne l'11 maggio 1991, ad un party privato, sul tetto dei magazzini rosa in South Street. Un'altra band, che si faceva chiamare Thin Men apriva lo show quella sera. Stefan Lessard faceva parte anche di quella band, suonando il basso, per poi passare al basso elettrico più tardi con la DMB.
Il loro primo show pubblico fu durante l'"Earth Day Festival" del 1991, altri concerti settimanali seguirono quell'esibizione ed, entro breve tempo, i vociferi sul nuovo suono del gruppo di diffusero a macchia d'olio attraverso la regione. A quel punto non avevano ancora un nome per la band, una proposta era Dumela, ma nessuno ne era molto entusiasta e, quindi, la scartarono.
Leggenda vuole che qualcuno della band avesse telefonato per una prenotazione in un albergo per un loro show, prenotando semplicemente a nome Dave Matthews, e dicendo che erano una band. La persona che ricevette la chiamata scrisse semplicemente band dopo il nome, e così da quel punto continuarono a chiamarsi Dave Matthews Band.
Nel gennaio del 1991, la DMB teneva regolari concerti settimanali, ogni martedì, in un popolare club di Charlottesville, il Trax. Ancora cinque mesi e avrebbero firmato per un'altra serie di concerti settimanali, per il mercoledì, in un altro locale, l'Eastern Standard, dove Griesar e Matthews si erano esibiti in alcune serate di karaoke.
Sentendo che la band fosse sull'orlo di fare le cose in grande, e volendo evitare di avere la vita regolata da tour e concerti, cui i musicisti spesso sono confinati, Peter Griesar decise di lasciare la band dopo lo show del 23 marzo 1993. Conosciuto come Big League Chew (come l'azienda produttrice di chewing-gum che apparentemente sponsorizzava la serata), lo show è sicuramente uno dei più famosi dei primi anni del Trax.
Il 9 novembre, 1993 la DMB pubblicò il suo primo album, Remember Two Things con l'etichetta Bama Rags. L'album fu registrato dal vivo al "The Muse Music Club" (Nantucket Island) nell'agosto del 1993. Il disco debuttò sulle College charts come entrata più alta per un album indipendente, e ricevette una certificazione della RIAA, un riconoscimento significativo per un album indie. Nel frattempo la band continuava a esibirsi dal vivo ed il gruppo di fan continuava a crescere. Permettendo ai fan di registrare i live per loro uso personale, la DMB creò una comunità altamente interattiva il cui spirito si protrae fino ad oggi. Solo recentemente il gruppo è stato costretto ad alcune azioni legali nei confronti di alcuni bootleg, a causa del maggiore coinvolgimento con un'etichetta major.

### 1994-1996
Nel 1994 la DMB realizza il suo primo LP, Under the Table and Dreaming con i singoli di successo What Would You Say e Ants Marching. Under the Table and Dreaming ed il successivo album, Crash resero nota la DMB a livello nazionale, fama che culminò in un Grammy Award come miglior esecuzione vocale singola o in duo per So Much To Say, insieme ad altre quattro nomination tra il 1996 e il 1997. Ottennero, inoltre, un gran successo i singoli Crash Into Me, Too Much e Tripping Billies.

### 1997-1999
Nel 1997, la DMB raggiunge livelli incredibili di fama attraverso il paese e, gradatamente, anche nel mondo. Per combattere un crescente mercato di bootleg a scopo di lucro, realizzarono un album live, Live at Red Rocks 8.15.95. Quest'album contiene i maggiori successi dei tre album precedenti e vede la collaborazione del chitarrista Tim Reynolds.
Verso la fine del 1997, la band tornò in studio con il produttore Steve Lillywhite ed una sfilza di collaboratori, fra cui il banjo di Béla Fleck, la voce di Alanis Morissette, la chitarra di Tim Reynolds, le tastiere di Butch Taylor e il Kronos Quartet, per comporre e registrare Before These Crowded Streets, il loro terzo album con la RCA. Before These Crowded Streets rappresenta una svolta importante, infatti invece di contare sul successo dei singoli estratti, l'album ha una struttura e complessità unica.
Nel 1999 Dave Matthews pubblicò un duo live album, Live at Luther College, da un concerto acustico del 1996 suonato da Dave e dal suo amico chitarrista di vecchia data Tim Reynolds, mentre la band realizzò un altro live album, Listener Supported, un concerto del settembre 1999 che fu mandato in onda, parzialmente, dalla PBS.
Durante questo stesso anno la DMB ricevette altre due nomination ai Grammy.

### 2000-2003
Durante l'anno 2000, la DMB creò il proprio studio di registrazione in una grande casa nella campagna di Charlottesville, in Virginia. Con il navigato produttore Steve Lillywhite al timone, la band iniziò a lavorare sul quarto album. Pesantemente influenzate dai conflitti interni, in particolare dalla morte dello zio di Matthews per alcolismo, le canzoni registrate con Lillywhite figurano come le più cupe mai scritte. La concentrazione della band venne meno durante quello che sembrava una sessione di registrazione senza fine, passavano più tempo a giocare ai videogames piuttosto che a scrivere o a registrare musica. In conclusione, la sessione di registrazione fu un vero fallimento. Nell'agosto 2000, la sessione fu abbandonata e il rapporto di 7 anni fra Lillywhite e la band cessò. Alcuni credono che la DMB non fosse particolarmente soddisfatta dell'atmosfera delle canzoni e che fossero frustrati dal continuo perfezionismo stilistico di Lilliwhite, mentre altri pensano che Lilliwhite sia stato solo un capro espiatorio della mancanza di professionalità della band durante le sessioni di registrazione.
Nell'ottobre 2000, un rienergizzato Matthews iniziò a scrivere con Glen Ballard, famoso per lo più per il suo lavoro con Alanis Morissette. Il resto del gruppo molto presto raggiunse Matthews in uno studio di Los Angeles a rapidamente registrarono l'album Everyday.
Sebbene l'album desse alla band un nuovo e fresco punto di partenza, l'approccio pop di Ballard alla produzione era molto diverso dai processi creativi dei precedenti album in studio. In conclusione, la DMB sembrò insoddisfatta. La pubblicazione, nel febbraio del 2001, dell'album Everyday, fu un enorme successo commerciale, i singoli I Did It, Everyday e soprattutto The Space Between portarono il gruppo ad un livello di popolarità più alto. Ma esattamente come la band, il gruppo "base" di fan era deluso dall'album. Il suono pop e patinato di Everyday (compresa la prima registrazione di Dave Matthews alla chitarra elettrica) era molto distante dai lavori precedenti del gruppo e completamente divergente dallo stile delle canzoni prodotte con Lillywhite. Da tenere in considerazione una delle collaborazioni più importanti della band nella traccia Mother Father è presente la chitarra di Carlos Santana che restituisce l'intervento di Dave Matthews nel precedente Supernatural (1998).
Nel marzo del 2001 il conflitto si inasprì, quando le sessioni in studio, datate 2000, con il produttore Steve Lillywhite, si diffusero sul web. Grazie a canali telematici come la Mailing List della DMB, le tracce si diffusero in un lampo. Meglio conosciuto come The Lillywhite Session, questo album "grezzo" fu universalmente lodato dai fan e dalla stampa.
Dopo la critica comparsa simultanea dei due album, molti fan si sentivano frustrati dalla decisione della band di abbandonare il lavoro in cambio di Everyday. Tracce come Bartender, Grey Street, Captain e Grace Is Gone indussero molti fan a chiedersi se la band avesse realmente gettato via il suo miglior (seppur incompleto) lavoro.
Ad ogni modo, le Lilliwhite Session avrebbero avuto, finalmente, la possibilità di risplendere. In risposta all'irrefrenabile supporto dei fan, culminato in una campagna enorme e fortemente pubblicizzata, conosciuta come la Release Lilliwhite Recordings Campaign, la DMB ritornò in studio nel 2002 per registrare Busted Stuff. Prodotto da Stephen Harris (il fonico che aveva lavorato alla realizzazione di album precedenti prodotti da Lilliwhite), il disco fornì nuovi arrangiamenti delle "Lilliwhite Session", accostati a degli inediti quali You Never Know e la hit Where Are You Going?. Busted Stuff ricevette critiche positive, ebbe un discreto successo commerciale e fu generalmente bene accettato dai fan più accaniti.
Più tardi nello stesso anno la band pubblicò il suo quarto album dal vivo, Live at Folsom Field, Boulder, Colorado, registrato l'11 giugno del 2001. Nel disco sono presenti tracce di entrambi i due album precedenti Everyday e Busted Stuff.
Nella primavera del 2003 Matthews e Reynolds imbarcarono su un altro tour acustico, che ebbe molto successo. Questi live erano molto diversi dai normali show della DMB, in parte perché i luoghi delle esibizioni erano molto più intimi, e in parte perché la selezione delle canzoni era molto diversa. La maggior parte delle volte, prima di iniziare a suonare, Matthews raccontava aneddoti ironici su come quella stessa canzone era stata scritta, per la gioia dei suoi fan. Lo show fu, inoltre, impreziosito del lavoro virtuoso di Reynolds alla chitarra.
Nel 2003 Matthews e Tinsley pubblicarono i loro primi album solisti. Tinsley pubblicò True Reflections il 17 giugno, 2003. La title track era già stata eseguita dalla DMB in uno dei loro concerti, e appare anche nella tracklist di "Listener Supported".
Il 23 settembre 2003, appena un giorno prima del grande concerto al Central Park, a New York City, uscì sul mercato il primo album solista di Dave Matthews: Some Devil. Il singolo trainante, Gravedigger, fece vincere a Matthews un altro Grammy Award. L'album fu seguito dal tour "Dave Matthews & Friends". Questi concerti si rivelarono interessanti, Matthews e Reynolds suonavano un paio di canzoni in acustico, seguiti dalla parte più "rock" dell'esibizione con Trey Anastasio alla chitarra. Il tour fu un successo per Matthews, ed ebbe anche un buon ritorno pubblicitario per il resto della band.
Il 24 settembre 2003 la DMB posò un'altra pietra miliare nella sua storia, tenendo un concerto gratuito sul grande prato del Central Park per raccogliere fondi per le scuole della città. Una registrazione live dello show fu pubblicata in quell'anno con il titolo The Central Park Concert su CD e DVD.

### 2004-2005
Nel 2004 la DMB pubblicò tanti album quanti ne aveva mai pubblicato nei precedenti anni di attività. The Gorge, un cofanetto di 2 CD e 1 DVD con il meglio di tre serate di un tour del 2002 al The Gorge Amphiteatre in George (una città dello stato di Washington) fu pubblicato il 29 giugno 2004. La band pubblicò, inoltre, in modo esclusivo, un set di 6 CD, attraverso la Warehouse Fan Association, tratti dalla stessa serie di concerti, comprendendo tutte e tre le serate, ognuna delle quali era raccolta un due CD.
Più tardi nello stesso anno fu annunciato che una selezione dell'archivio live della band sarebbe stata resa disponibile all'acquisto sul sito ufficiale del gruppo. La prima di queste release, Live Trax Vol.1, fu pubblicata il 2 novembre, 2004 e fu registrata al Centrum Center di Worcester, nel Massachusetts l'8 dicembre, 1998. L'album comprende anche esibizioni di vecchi amici come il chitarrista Tim Reynolds, il benjoista Béla Fleck, il bassista Victor Wooten e il sassofonista Jeff Coffin; fu subito accettato quasi universalmente come uno dei migliori live show nella storia della DMB.
Il 12 settembre 2004 la DMB suonò il suo secondo concerto di beneficenza in meno di un anno, ad uno show gratuito tenutosi al Golden Gate Park di San Francisco. Alla band si unì in quell'occasione anche il chitarrista Carlos Santana che partecipò a molte canzoni, le tracce di questo show confluirono nella seconda pubblicazione della serie Live Trax, Live Trax, Vol.2, il 17 dicembre 2004. L'album diede ai fan una preview degli inediti Joy Ride, Hello Again e Sugar Will; in quel momento tutto lasciava sperare in un nuovo studio album nel 2005, sebbene solamente Hello Again fu, in effetti, inclusa nella tracklist nella release seguente. Le altre canzoni che debuttarono nell'estate del 2004, come Good Good Time, Joy Ride e Sugar Will erano totalmente assenti dalla tracklist del tour successivo.
Nell'autunno 2004 la band tornò negli studi di Charlottesville, con un nuovo produttore, Mark Batson. Matthews e compagni si consideravano ad un punto cruciale della loro evoluzione. La reazione negativa di moltissimi fan all'album Everyday e il discreto successo di Busted Stuff, unite alla convinzione di Matthews che la band non avesse più prodotto nulla di buono da "Before These Crowded Streets", contribuirono a suscitare un fervore, se non addirittura una urgenza, di creare un album stellare. Stand Up fu pubblicato il 10 maggio 2005 debuttando al numero 1 delle Billboards charts vendendo 465 000 copie.
La reazione dei fan all'album fu eterogenea, alcuni sentivano che la band aveva una nuova energia, mentre altri considerarono l'album estremamente semplicistico. Nonostante tutto, Stand Up produsse singoli di grande successo, come American Baby, Dreamgirl e Everybody Wake Up. Venne organizzato un lungo tour estivo per promuovere l'album, e questo tour culminò con una sessione di 4 giorni in uno dei loro posti preferiti, il Red Rocks Amphiteatre in Colorado. Questo luogo ha un significato speciale per la band, in quanto fu il punto di partenza del loro primo album dal vivo, dieci anni prima. Tutto il ricavato delle quattro serate al Red Rocks, che ammontava a oltre un milione di dollari, fu donato alle vittime dell'uragano Katrina.
La DMB iniziò un nuovo breve tour nell'autunno del 2005, con date previste per novembre e dicembre. In conclusione, il tour dell'inverno 2005 fu un discreto successo, in quanto riproponeva vecchi classici come Minarets, Halloween, Pig, Christmas Song e Recently.
Il concerto del 2005 al Red Rocks fu pubblicato come un Best Of in CD d DVD intitolato Weekend on the Rocks. Anche una versione completa dei quattro concerti al Red Rocks, "The Complete Weekend on the Rocks" è disponibile esclusivamente attraverso il sito ufficiale della band.

### 2008-2010
Il sassofonista LeRoi Moore è deceduto nell'agosto del 2008, in seguito a complicazioni dovute ad un incidente con un ATV il 30 giugno dello stesso anno. Dave Matthews, profondamente colpito dalla morte dell'amico lo ha più volte ricordato in diversi concerti.
Il 9 giugno 2009 la DMB ha pubblicato il suo settimo album registrato in studio: Big Whiskey and the GrooGrux King, nel titolo è presente un nuovo omaggio a LeRoi Moore, che era appunto soprannominato "The King".
Pur continuando l'abituale serie di tour negli USA, la band organizza un European Tour nel 2009, seguito da una nuova e più numerosa lista di date per il 2010, di cui 3 dedicate all'Italia. Sempre nel 2009 la DMB aveva suonato a Lucca nella loro performance live più lunga, oltre 3 ore e mezza. Dopo la sua dipartita, LeRoi Moore è stato sostituito dal sassofonista Jeff Coffin (ex componente della band Béla Fleck and the Flecktones), che è diventato membro stabile della band.

### 2011-2019
Nel maggio del 2018 il violinista Boyd Tinsley è stato allontanato dalla band a seguito di accuse di molestie sessuali. Il vuoto lasciato da Boyd sul palco è stato sostituito dal tastierista Buddy Strong.

## Formazione
Membri attuali
- Dave Matthews – voce solista, chitarra ritmica e acustica (1991–presente)
- Stefan Lessard – basso (1991–presente)
- Carter Beauford – batteria, percussioni, voce (1991–presente)
- Rashawn Ross – tromba, voce (2005–presente)
- Jeff Coffin – sassofono, clarinetto, flauto traverso (2008–presente)
- Tim Reynolds – chitarra elettrica (2008–presente; turnista 1993–1995, 1998, e 2004)
- Buddy Strong – tastiere, voce (2018–presente)[5]

Membri precedenti
- Peter Griesar – tastiere, voce (1991–1993)
- LeRoi Moore – sassofono, fiati (1991–2008; deceduto nel 2008)
- Butch Taylor – tastiere, voce (2001–2008, turnista 1998–2000 e 2017)
- Boyd Tinsley – violino, mandolino, voce (1992–2018)[6]

## Discografia
Demo
- 1993 - Remember Two Things
- 1994 - Recently

Album in studio
- 1994 - Under the Table and Dreaming
- 1996 - Crash
- 1998 - Before These Crowded Streets
- 2001 - Everyday
- 2002 - Busted Stuff
- 2005 - Stand Up
- 2009 - Big Whiskey and the GrooGrux King
- 2012 - Away from the World
- 2018 - Come Tomorrow
- 2023 - Walk Around the Moon

Album dal vivo
- 1997 - Live at Red Rocks 8.15.95
- 1999 - Listener Supported
- 2001 - Live in Chicago 12.19.98
- 2002 - Live at Folsom Field, Boulder, Colorado
- 2003 - The Central Park Concert
- 2004 - The Gorge
- 2005 - Weekend on the Rocks
- 2007 - Live at Piedmont Park
- 2008 - Live at Mile High Music Festival
- 2009 - DMB Europe boxset
- 2010 - Live In New York City
- 2011 - Live at Wrigley Field
- 2012 - Live in Atlantic City
- 2012 - Live on Lakeside

Raccolte
- 2006 – The Best of What's Around Vol.1
- dal 2004 in poi, una selezione di concerti tenuti negli USA viene pubblicata regolarmente (circa 2 - 4 l'anno) ne i Live Trax.
- altro materiale viene distribuito attraverso il Warehouse, fan club ufficiale della band, tra cui spiccano le raccolte di brani live Warehouse 5, Warehouse 7 e Warehouse 10.

Apparizioni in compilation
- 1999 - Woodstock 1999
- 1999 - Bridges to Babylon (duo con mick Jagger in Wild Horses)

Collaborazioni
- 1999 - Santana - Supernatural (Dave Matthews & Carter Beauford in "Love of my life")

## Premi

### Grammy
- Best Rock Vocal Performance by a Duo or Group (1996) — nomination
- Best Music Video (What Would You Say, 1996)
- Best Rock Vocal Performance by a Duo or Group (So Much To Say, 1997) — vinto
- Best Rock Song (Too Much, 1997) — nomination
- Best Rock Album (Crash, 1997) — nomination
- Best Rock Vocal Performance by a Duo or Group (1998) — nomination
- Best Rock Song (Crash Into Me, 1998) — nomination
- Best Pop Performance by a Duo or Group with Vocal (Crush, 1999) — nomination
- Best Rock Album (Before These Crowded Streets, 1999) — nomination
- Best Pop Collaboration with Vocals (Love Of My Life con Carlos Santana, 2000) — nomination
- Best Rock Vocal Performance by a Duo or Group (The Space Between, 2002) — nomination
- Best Pop Performance by a Duo or Group with Vocal (Where Are You Going, 2003) — nomination
- Album of the Year (Big Whiskey And The Groogrux King, 2009) - nomination

(per maggiori dettagli vedi anche la pagina dell'artista sul sito dei Grammy)

### My VH1 awards
- Coolest Fan Website (2000) (per nancies.org)
- My Favorite Group (2001)
- Must Have Album, per Everyday (2001)
- Damn I Wish I Wrote That! (Song of the Year), per The Space Between (2001)
- Coolest Fan Website (2001) (per nancies.org)